# Ooglidspleet
De ooglidspleet of rima palpebrarum is de ovaalvormige ruimte tussen de binnenste en buitenste ooghoek van de geopende oogleden van het oog. Het is de medische benaming voor het zichtbare gedeelte van het oog, tussen de twee oogleden. Bij volwassenen heeft de ooglidspleet een verticale hoogte van zo'n 10 millimeter, en een horizontale breedte van zo'n 30 millimeter.  
De horizontale breedte van de ooglidspleet kan korter zijn dan normaal bij mensen die aan foetaal alcoholsyndroom of het syndroom van Williams lijden. De chromosomale afwijkingen trisomie 9 en trisomie 21 (syndroom van Down) kunnen ervoor zorgen dat de ooglidspleet naar de neus toe schuin naar beneden helt.. Bij het syndroom van Marfan helt de ooglidspleet naar de slapen toe naar beneden.
De verticale hoogte van de ooglidspleet is groter bij de ziekte van Graves. In andere woorden, de afstand tussen de twee oogleden is dan groter, waardoor er meer van de oogbol zichtbaar is. Dit wordt het teken van Dalrymple genoemd. 